# Darling Cabaret
Darling Cabaret является самым большим чешским кабаре, которое находится в центре Праги в Нове-Месте на улице Ве смечках (чеш. Ve smečkách). Кабаре было основано в 2000 году. Опираясь на долгую историю кабаре в Чешской республике, можно сказать, что на данный момент это единственное работающие кабаре в Праге с каждодневной программой. На его сцене зритель может увидеть традиционный канкан, акробатическое шоу, шоу со змеей или, например, бразильское шоу и танец на пилоне.

## История
С начала 20 века в Праге существовали сразу несколько кабаре, но из-за неблагоприятной политической ситуации и общей атмосферы кабаре постепенно исчезали. Канкан и другие виды шоу оставались в Чехии на некоторое время тем видом различения, на которое могли вспоминать только в телевизионных ревю или книгах.
С другой стороны, во всем свете было все по-другому. Кабаре пережили трудные времена, и один из самых известный Мулин Руж существует до сегодняшнего дня. Как раз Мулин Руж был одним из кабаре, которое вдохновило к обновлению шоу кабаре в Чехии.
Основатель Darling Cabaret в течение нескольких лет путешествовал по всему миру и посещал известные и мало известные по всему миру кабаре. Он искал вдохновение к возвращению «кабаретной» сцены в Чехии. В 2000 году в центре Праги ему удалось это сделать. И в Праге снова начали играть известные мелодии канкана, а танцовщицы в экзотических костюмах до сих пор развлекают посетителей сов всего мира.
В 2010 году Darling Cabaret вошел в число 10 лучших мировых кабаре.
В 2015 году выиграл антинаграду в конкурсе Сексистский Парасенок за свою рекламу, находящуюся на мужских писсуарах.

## Балетная группа
Балетный группа Darling Cabaret была основана в 2005 году. За время ее существования в ней состояло много профессиональных артистов балета со всей Чешской республики. На данный момент она насчитывает двенадцать артисток, которые прошли конкурс и были выбраны как лучшие из лучших. Речь идет о балеринах, которые выступали в Национальном театре, Государственной опере или в Laterna Magica и танцевали в театрах во всему свету. В Германии, Франции и даже Японии — это лишь небольшой список стран, где балерины из балетный группы Darling Cabaret выступали. Некоторые из них до сих пор выступают в мюзиклах, и их часто просят принять участие в большинстве балетных представлений в Национальном театре.
Балетную группу Darling ведет, профессиональный преподаватель балета Славик Семотан (Slávek Semotam), который изучал балетную консерваторию, а потом в ней стал преподавателем. В течение своей карьеры работал на различных сценах как по всей Чехии, так и во всем мире, и сотрудничал в создании известных балетных спектаклей во Франции и Германии. Он также режиссировал в нескольких фильмах и театральных выступлениях.
Балет Darling, его хореография и костюмы вдохновляют множество групп искусства и творцов всех сфер мира искусства. Балетная группа Darling владеет огромных гардеробом с костюмами, которые создаются главой балетной группы вместе с Darling Cabaret Fashion. Данные костюмы выставляются на модных показах и театрах по всей Европе. Балетная группа, вместе с хореографией и костюмами, были представлены на бале в Prague City Hall. Доказательством того, что труппа является профессиональной, является то, что каждый год ее зовут к сотрудничеству.